# Kedungsari (Maron)
Kedungsari is een bestuurslaag in het regentschap Probolinggo van de provincie Oost-Java, Indonesië. Kedungsari telt 3006 inwoners (volkstelling 2010).